# アンドレーア・パッラーディオ

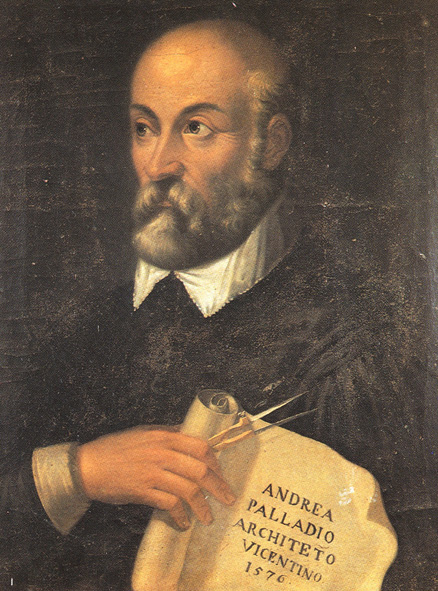
Andrea Palladio

アンドレーア・パッラーディオ（Andrea Palladio, 1508年11月30日 - 1580年8月19日）は、イタリア・パドヴァ生まれの建築家。本名はアンドレーア・ディ・ピエトロ・デッラ・ゴンドーラ(Andrea di Pietro della Gondola)。代表作はヴィラ・ロトンダ（イタリア、ヴィチェンツァ）。

## 生涯
1508年、パドヴァの粉屋ピエトロ・デッラ・ゴンドーラの子として生まれる。後に石工となるべくバルトロメオ・カヴァッファの工房に入ったが、やがてヴィチェンツァに移り、ジョヴァンニ・ディ・ジャコモとローラモ・ピットーニの工房に入った。
その後、人文主義者ジャン・ジョルジョ・トリッシノから建築家としての素養を見出され、古典主義思想とローマ時代の建築について手ほどきを受け、同時に数学、音楽、ラテン文学などについても薫陶を受けていたとされる。
何度かのローマ旅行などを経た後、本格的に建築家として活動するにあたり、パッラーディオという名前をトリッシノから与えられた。これはトリッシノ自作の叙事詩の天使の名として考えられていた名前だといわれる。彼の活動に大きく影響を与えたのは、1541年と1545年にトリッシノとともにローマを訪れた際である。パッラーディオは、ウィトルウィウスの『建築十書』 (De architectura ) (英語版) を片手にローマの古代建築を見てまわったが、これは古代ローマに関する知識に大きな影響を与えた。また同時にドナト・ブラマンテとラファエロ・サンティなどの当時のローマ流行の先端も知る。
1546年、ローマから帰国した彼は、ヴィチェンツァ市で予てから懸案となっていたパラッツォ・デッラ・ラジョーネ（通称バシリカ、市の役場兼公会堂、イタリア北部には多く見られる類型）の改修案を市に提出し、この案はヤーコポ・サンソヴィーノやジュリオ・ロマーノなどの既に名声を確立していた建築家の案を退けて当選した。この公共建築は市のシンボルとなる巨大なものとなり、セルリアーナを連続させるというユニークな構成、またその連続のさせ方も非常に凝った造りであり好評を博した。これを契機に彼の名は北イタリア一帯に広まり、以後仕事の依頼が増えることとなる。

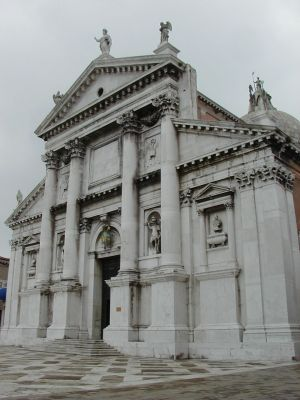
サン・ジョルジョ・マッジョーレ聖堂正面

ヴィチェンツァでの最初の邸宅 (ヴィラ) 建築であるパラッツォ・ポルト（1549年頃着工）は、明らかにラファエロとブラマンテの影響を受けたものであるが、1550年に起工されたパラッツォ・キエリカーティは、ヴェネツィアの伝統に則しながらも、ローマ時代の邸宅のイメージをパッラーディオ独自の手法で重ね合わせたユニークなものとなっている。彼の別荘建築はシンメトリカルな平面で、各部を調和比例によって決定することについて自身の著書にも述べているが、実際にはそのようになっているものは少ない。またこの記述をもとにして、各部を調和比例によって決定する手法の是非について、その後多くの会派を生むことになった。1554年起工のヴィッラ・バルバロ、1556年のヴィッラ・バドエルなど。
1566年に着工したヴィラ・アルメリコ（ラ・ロトンダ）は、建物の4面が同じファサードというユニークな形態で、その後イギリスなどに多くのコピーを生んだ。パッラーディオは、ヴェネツィアでも仕事を受けた。1564年に、修道院長アンドレア・パンプーロがベネディクト派鼓舞のために計画したサン・ジョルジョ・マッジョーレ聖堂、1578年に、ペスト終結の祈願としてジュデッカ島に建てられることが決定されたイル・レデントーレ聖堂の建設である。
1556年、ヴィチェンツァの貴族と知識人は、文化活動の拠点としてアカデミア・オリンピコを設立し、パッラーディオは、1580年初旬に恒久的劇場としてテアトロ・オリンピコを設計したが、その年の夏に死去した。

## 設計手法
平面図を基本にして空間を設計した最初の建築家と考えられており、それまでの彫刻家や絵描きが建築を創る手法と本質的に異なる手法である点で、最初の専業建築家またはプロ建築家ともされる。活躍した時期は、一般的には後期ルネサンスからマニエリスムの建築家と分類されている。古典建築の形態要素であるオーダー・アーチを用いながらも、その構成方法は年齢によって差がある。彼の手法で有名なのは「セルリアーナ」またはパラディアーナと呼ばれるアーチと柱を組み合わせた開口部の表現であるが、これはパッラーディオがローマ建築を研究する中でセルリアーナの原型を発見し、影響を受けた結果と考えられている。ジャイアント・オーダーの用い方や、普通の住宅にペディメントを取り付ける手法など、一歩間違えれば奇異になりかねない大胆な手法を駆使した。

## 影響
パッラーディオは職業建築家としては最初期の人物で他の芸術活動には携わらなかった。彼の建築はローマ時代の建築知識に基づくものであるが、これは考古学的知識と実際に遺構の実物を多く見た経験に基づくものである。また彼がローマ建築を調査し、論考した『ローマ建築（Le antichita di Roma）』は1554年に出版されており、これはネオクラシシストたちに多大な影響を与えた。
1570年刊行の『建築四書』(I Quattro Libri dell'Architettura) (英語版) は、彼の建築理論の集大成であり、後のパッラーディオ主義（Palladianism）において常に引用される標準テキストとなった。彼の死後、一時期はその名が埋もれた状況となったが、18世紀のイギリスにおいて、イニゴ・ジョーンズやバーリントン伯爵らによってその建築と著作が再発見され、パッラーディオ主義とよばれる建築運動を巻き起こした。これは当時の支配階級の嗜みという側面が強い。以後彼の建築はその多くが保存修復され、 21世紀の現在もヴィチェンツァを中心に多く現存し、その姿を見ることができる。またヴェネト地方の別荘群は世界遺産に登録されている。

### 案内文献
- 福田晴虔『パッラーディオ』(世界の建築家：鹿島出版会、1979年）
- 『パッラーディオ　建築ガイドブック』（福田晴虔訳、丸善、2008年）、ISBN 978-4621079744
- 『アンドレア・パラディオ　1508－1580』（SD編集部編、鹿島出版会、1982年）
- 長尾重武『パラディオへの招待』（「SD選書」鹿島出版会、1994年）、ISBN 978-4306052222
- 『パラーディオのローマ　古代遺跡・教会案内』 ヴォーン・ハート、ピーター・ヒックス編

（桑木野幸司訳、白水社、2011年）、ISBN 978-4560081778
- ヴィトルト・リプチンスキ『完璧な家　パラーディオのヴィラをめぐる旅』

（渡辺真弓訳、白水社、2005年）、ISBN 978-4560027028
- 渡辺真弓『ルネッサンスの黄昏　パラーディオ紀行』（建築巡礼6：丸善、1988年）
- 渡辺真弓『パラーディオの時代のヴェネツィア』（中央公論美術出版、2009年）、ISBN 9784805506158
- ピーター・マレー 『図説世界建築史10　ルネサンス建築』（桐敷真次郎訳、本の友社、1998年）
- ニコラス・ペヴスナー他 『世界建築辞典』（鈴木博之監訳、鹿島出版会）